# Deuxième Chance à Brooklyn
Pour plus de détails, voir Fiche technique et Distribution.
Deuxième Chance à Brooklyn (The Angriest Man in Brooklyn), ou L'Emmerdeur de New York au Québec, est une comédie dramatique américaine réalisé par Phil Alden Robinson, sortie le 23 mai 2014. 
Il s'agit du remake du film israélien Mar Baum (he). C'est par ailleurs le dernier film avec Robin Williams à être sorti de son vivant.

## Synopsis
Henry Althmann est un New-Yorkais énervant. À la suite d'un entretien avec un médecin, il utilise ce qu'il croit être ses 90 dernières minutes à vivre.

## Fiche technique
Sauf indication contraire, les informations mentionnées dans cette section peuvent être confirmées par les bases de données cinématographiques  présentes dans la section « Liens externes ».
- Titre original : The Angriest Man in Brooklyn
- Titre français : Deuxième chance à Brooklyn
- Titre québécois : L'Emmerdeur de New York
- Réalisation : Phil Alden Robinson
- Scénario : Assi Dayan
- Musique : Mateo Messina
- Direction de la photographie : John Bailey
- Montage : Mark Yoshikawa
- Production : Bob Cooper, Daniel J. Walker et Tyler Mitchell
- Société de distribution : Lionsgate
- Durée : 83 minutes
- Genre : comédie dramatique
- Dates de sorties : 
  - États-Unis : 23 mai 2014
  - France : 21 octobre 2014 (Directement en DVD)

## Distribution
Sauf indication contraire, les informations mentionnées dans cette section peuvent être confirmées par les bases de données cinématographiques  présentes dans la section « Liens externes ».
- Robin Williams (VF : Éric Bonicatto) : Henry Altmann
- Mila Kunis (VF : Caroline Lemaire) : Sharon Gill
- Melissa Leo : Bette Altmann
- Peter Dinklage : Aaron Altmann
- Hamish Linklater : Tommy Altmann
- Sutton Foster : Adela
- James Earl Jones : Ruben
- Richard Kind : Bix Field
- Daniel Raymont : Ulugbek
- Chris Gethard (en) (VF : Jean-Paul Szybura) : Dr Jordan
- Jeremie Harris (en) : Leon
- Louis C. K. : Dr Fielding
- Bob Dishy : Frank

## Production
Le film a été tourné en 27 jours, à Brooklyn, New York. 

## Accueil

### Accueil critique
L'Emmerdeur de New York a reçu des cotes négatives de la part des critiques. Le site Rotten Tomatoes a donné au film un score de 10 % basé sur les cotes de 30 critiques, avec un classement de 3,5⁄10.